# 卡罗德
卡罗德（Kharod），是印度恰蒂斯加尔邦Janjgir-Champa县的一个城镇。总人口8606（2001年）。

## 人口
该地2001年总人口8606人，其中男性4344人，女性4262人；0—6岁人口1483人，其中男772人，女711人；识字率60.19%，其中男性为74.33%，女性为45.78%。